# Уэбб, Уильям Генри
Уильям Генри Уэбб (англ. William Henry Webb; 19 июня 1816 — 30 октября 1899) — американский инженер, дизайнер и судостроитель, филантроп XIX века, которого звали первым американским настоящим военно-морским архитектором. Совладелец некоторых построенных им парусников.
Уильям Генри Уэбб унаследовал от своего отца Айзека Уэбба верфь Webb & Allen, которая была переименована в 1840 году в верфь William H. Webb, и превратил её в наиболее плодовитую верфь в Америке построив 133 судна между 1840 и 1865 годами. Уильям Уэбб был дизайнером одних из самых быстрых и самых успешных пакет-парусников («парусных пакетов» или просто «пакетов») и клиперов когда-либо построенных. Он также построил некоторые из самых наибольших и знаменитых паровых ботов и пароходов своей эпохи, в том числе гигантский броненосец USS «Dunderberg» с самым длинным деревянным корпусом в мире для того времени.
После Гражданской войны в Америке индустрия судостроения в Соединённых Штатах переживали длительный спад, и Уэбб, который уже нажил значительное состояние, решил закрыть свою верфь и перенаправить свою энергию на благотворительные цели. Он возглавил антикоррупционный совет, стал одним из основателей Общества морских архитекторов и инженеров морского флота (англ. Society of Naval Architects and Marine Engineers) и организовал «Академию Уэбба и Дом Судостроителей» (англ. "Webb Academy and Home for Shipbuilders") (сегодня известен как Институт Уэбба (англ. Webb Institute)).

## Биография

### Ранние годы
Уильям Генри Уэбб родился в Нью-Йорке 19 июня 1816 года. Его отец Айзек Уэбб обучался на верфи нью-йоркского кораблестроителя Генри Экфорда (англ. Henry Eckford) до открытия где-то в 1818 году своей верфи «Isaac Webb & Co.» недалеко от Corlears Hook. Позднее верфь «Isaac Webb & Co.» была перемещена на улицу Стэнтона (англ. Stanton Street). При определённых обстоятельствах Айзек Уэбб взял партнёра, и фирма была переименована в «Webb & Allen».
Уильям учился в частном порядке в Колумбийском колледже-гимназии (англ. Columbia College Grammar School), демонстрируя природные способности к математике. Он построил своё первое судно, маленький скиф, в возрасти двенадцать лет, и, несмотря на пожелания отца, сделал наоборот закрепившись учеником на верфи своего отца в возрасте пятнадцати лет.
После завершения своего шестилетнего обучения Уильям в 1840 году продолжить своё обучение, путешествуя по Шотландии, чтобы посетить знаменитые верфи на реке Клайд. Однако, во время этого путешествия его отец внезапно умер в возрасте 46 лет, и 23-летний Уильям вернулся домой, взяв на себя управление верфью.
Изучив счета Уэбб выявил, что дела отца были технически неплатёжеспособными и, следовательно, одной из его первых обязанностей было погашение долгов отца. Сделав это, он приступил к активизации бизнеса.

### Верфь «William H. Webb»
В последующие годы Уэбб иногда имел спрос за «внимание к деталям», которое увеличило его репутацию и успех, которым он, как правило, соответствовал. Уильям Уэбб «родился математиком» в эпоху, когда судостроение считалось в такой же степени искусством, как и наука. От него начались новые уровни профессионализма в корабельном ремесле через своё объединение искусства дизайна с дисциплиной осторожных математических расчетов. Поэтому Уэбб значится первым настоящим морским архитектором Америки.
Однако Уэбб был доволен начать с малого. За первую пару лет у руля верфи «Webb & Allen», которая в настоящее время находится между Пятой и Седьмой улицам (англ. Fifth and Seventh Streets) на Ист-Ривер (англ. East River), строила различные, в основном небольшие парусные суда, в том числе паромы, шлюпы и шхуны. В 1843 году Уэбб выкупил долю бизнеса у Джона Аллена, давнего партнёра своего отца, и впоследствии переименовал судостроительную верфь на «William H. Webb». С 1843 года только эта верфь строила пакетботы для компании «Black Ball Line», которую возглавлял Джеремия Томпсон.
В 1851 году на верфи «William H. Webb» для компании «Black Ball Line» был построен парусник «Isaac Webb» c брутто регистровым тоннажом 1359/1497. Парусник был назван именем Айзека Вебба — отца Уильяма Генри Уэбба. В связи с роспуском «Black Ball Line» судно перешло к компании «Charles H. Marshall & Co.». «Isaac Webb» затонул 25 октября 1880.